# Filippo Amantea Mannelli
Filippo Amantea Mannelli (Grimaldi, 3 gennaio 1878 – Cosenza, 29 ottobre 1964) è stato un poeta, giurista e filosofo italiano.

## Biografia
Nato nel 1878 in un paese del Cosentino, Grimaldi, frequentò il ginnasio a Cosenza. Successivamente si trasferì con la famiglia prima ad Aosta, dove terminò gli studi liceali, e poi a Roma per intraprendere gli studi di giurisprudenza. Nella capitale s'interessò sempre più al mondo politico e dopo la laurea, conseguita con il massimo dei voti, ritornò a Cosenza e nel 1914 venne eletto Consigliere Provinciale.
Nel 1915, proprio in qualità di membro del consiglio provinciale, si adoperò in prima persona per arricchire e promuovere l'ampliamento della Biblioteca Provinciale di Cosenza
Letterato e poeta prolifico (la cui opera più importante è la poesia Come le nuvole), si dedicò in tempi e con modi diversi all'attività di approfondimento e divulgazione. Nel 1932 firmò una traduzione (in seguito ampiamente citata e riutilizzata) dal tedesco della Xenia di Goethe.
Fu saggista e redattore; negli anni cinquanta del XX secolo fu tra i maggiori contributori della più importante rivista di arti e lettere della regione, la Calabria Letteraria.
Fu per più di un decennio, dal 1952 alla sua morte, presidente eletto dell'Accademia Cosentina, l'istituzione accademica calabrese che vanta un'esistenza plurisecolare e che nel XVI secolo ebbe come presidente Bernardino Telesio.

## Opere
- Filippo Amantea Mannelli, Inaugurandosi il monumento al caduti grimaldesi: scultura di Duilio Cambellotti[collegamento interrotto], Reggio Calabria, Editore Il Giornale di Calabria, 1927.
- Johan Wolfgang Goethe, traduzione metrica: Filippo Amantea Mannelli, Xenien (traduzione in italiano)[collegamento interrotto], Roma [Leipzig], Paravia, 1932  [1871].
- Filippo Amantea Mannelli, Le storiche Terme Luigiane : passato-presente-futuro, Cosenza, Cronaca di Calabria, 1960.
- Filippo Amantea Mannelli, L'Accademia Cosentina nella sua storia secolare e nell'oggi, Cosenza, Tip. Vincenzo Serafino, 1954.